# ハロルド・ジョーンズ (犯罪者)
ハロルド・ジョーンズ (英: Harold Jones、1906年1月11日 - 1971年1月2日) はイギリスの殺人犯であり、1921年 (当時15歳) にウェールズのモンマスシャーに住む2人の少女を殺害した。
ハロルドは1921年6月21日のモンマスシャー巡回裁判で、最初の犠牲者であるフレダ・バーネル殺害に対して無罪となった。その17日後、ハロルドは近所に住むフローレンス・リトルを殺害した。ハロルドは2度目の裁判でフローレンスを殺したことを認め、フレダを殺害したことも告白した。
事件を起こしたときは16歳未満だったことから死刑は免れた。その代わり、1921年11月1日に不定期刑の判決を受けた。1941年に釈放され、後に結婚し、一児の父となった。1971年 (当時64歳) に骨腫瘍で死亡した。

## 幼少期
ハロルド・ジョーンズは1906年1月にウェールズ、アバーティラリの炭鉱街で産まれた。4人きょうだいの長男で、一家は貧しかった。父のフィリップ (英: Phillip) は鉱夫で、母は専業主婦だった。ハロルドとそのきょうだいたちは地元の公立学校に通った。ハロルドは学校では人気者で模範的な生徒と見なされており、特にスポーツの才能があった。プロボクサーになるのが夢だった。自由な時間の多くを読書をして過ごし、ときには地元の教会の礼拝でオルガンを弾くこともあった。
14歳のときに就職のため退学した。家計を支えるのが主な理由だった。地元で油や種子を商うモーティマーズ・ストアズ (英: Mortimer's Stores) で職を見つけた。仕事では、時間に厳格で信頼できる店員として知られていた。助けなしに店を切り盛りすることができ、客からの評判も良かった。

## 殺人事件

### フレダ・バーネル
1921年2月5日の午後、フレダ・エルシー・バーネル (英: Freda Elsie Burnell) という8歳の少女が失踪したと両親により届け出られた。彼女は家で飼っている家畜にあげるためのニワトリ用の香辛料や砂を、近くのサマセット・ストリートにあるモーティマーズ・ストアズで買うため、アール・ストリート9番地にある自宅から出かけていた。最後にフレダを目撃したのは父のフレッド (英: Fred) で、その日の午前9時ごろのことだった。予定だった。父は帰宅したらペニー硬貨を1枚あげる約束をしていた。

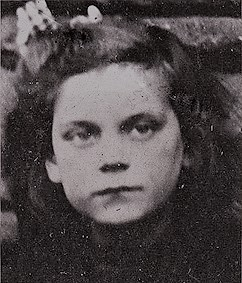
フレダ・バーネル

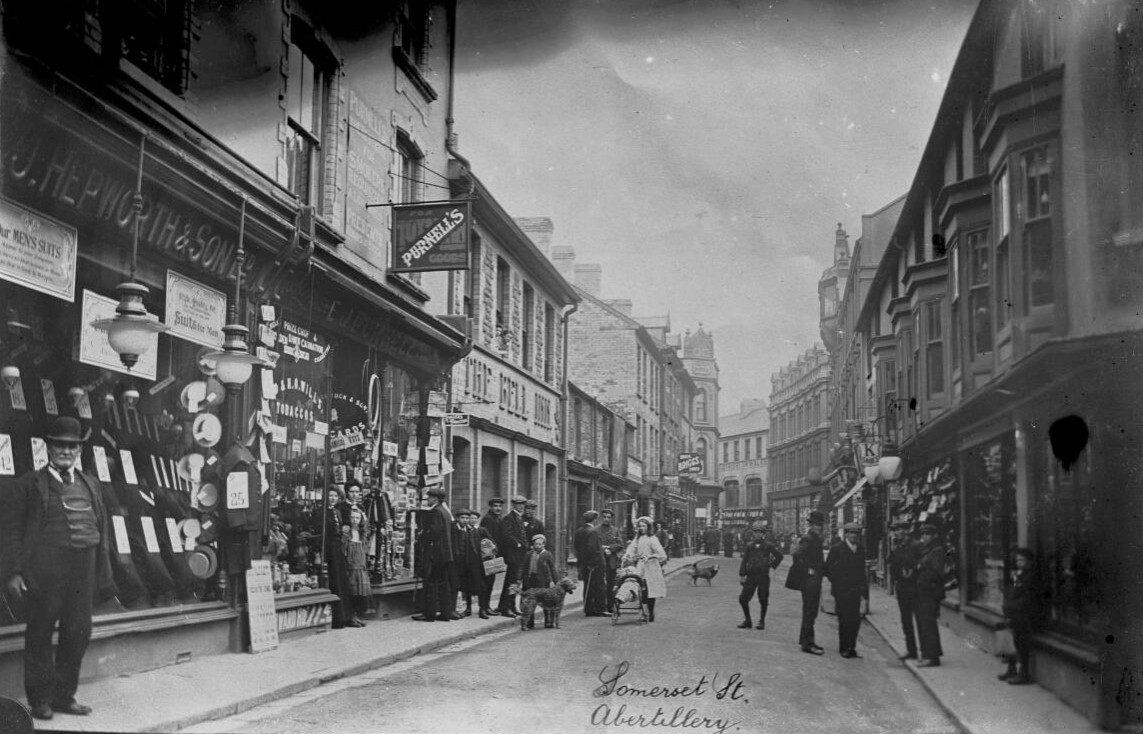
アバーティラリのサマセット・ストリート。1910年ごろ撮影。1921年2月5日、フレダ・バーネルはこの通りから姿を消した。

1時間が経過してもフレダは家に戻らず、両親は大慌てでフレダを探しに行き、目的地だったモーティマーズ・ストアズにも足を運んだ。店員のハロルドはフレダの父に、彼女は午前9時5分ごろに店を訪ねたと説明し、後にロンドン警視庁からの聴取に対しても同様の回答をしている。ハロルドはフレダにニワトリ用の香辛料の入った袋を渡したという。フレダはニワトリ用の砂も探していたが、ハロルドは店にはバラ売りの砂しか置いていないと伝えたとも述べた。フレダはバラ売りの砂でも良いかと父に尋ねるために店を出ていき、それからフレダの姿を見ていないとも主張した。午後3時までに、バーネル一家は警察にフレダの失踪を通報した。その後、徹底的な捜索が開始された。
翌朝、フレダの遺体が鉱夫により発見された。場所はモーティマーズ・ストアズから約270メートル離れたところにある路地で、袋に入れられて隠蔽されていた。死因は頭部への鈍的外傷と、遺体の首に巻きついていた紐で首を締められたことによると判定された。死亡したのは失踪した当日の午前9時30分から午後1時の間とされた。また、フレダは猿ぐつわを嵌められており、肘は後手に縛られ、足首も縛られていたほか、犯人が強姦しようとしていた形跡もあった。トウモロコシの皮の跡が遺体に残っており、遺体の周囲や、遺体が入っていた袋にも発見された。
捜査官たちはハロルド・ジョーンズの雇い主所有の小屋の中にニワトリの囲い場があり、遺体発見現場からほんの数百メートルの距離だったことに注目した。その囲い場にはそこら中にトウモロコシの皮が散らばっていた。失踪時にフレダが所持していたハンカチも小屋の中に落ちていた。また、フレダの頭に鈍的外傷を負わせた斧の柄が小屋の中の袋地の下に隠されていた。雇い主を除けば、ハロルドは小屋へ入るための鍵を所有していた唯一の人物だった。午前9時15分から午前9時45分にかけて、ハロルドを店の中で見た者はいなかった。
ハロルドの友人であるレヴィ・メイリック (英: Levi Meyrick) は、2月5日の午後10時20分ごろにハロルドからフランク・モーティマー (英: Frank Mortimer) という少年とともに小屋についてこないように言われたと警察に伝えた。別の目撃者もバーネルが失踪した日の朝に小屋から女の子の叫び声を聞いたと証言した。これらの証拠に対し、ハロルドはフレダが失踪した日に自分は小屋にいなかったと主張した。しかし、捜査官たちはハロルドが犯人であると確信し、ハロルドをアバーティラリ警察署に留置して、検死審問の結果を待った。
3月7日、フレダの死に対する審問が開始された。ハロルドはこの審問で証言のために呼ばれた数多くの人々のうちの1人だった。ハロルドは殺人があった日の自身の行動について、矛盾する証言を繰り返し、証言の様々な箇所で嘘をついたと認めることになった (あるときには検視官が真実を話すようにハロルドを叱責した)。ハロルドを殺人と結びつける物的証拠は乏しかったが、捜査官たちは有罪にできる十分な状況証拠があると考えていた。ハロルドは4月5日の治安判事裁判の日まで留置された。この裁判ではハロルドによるフレダ・バーネルの故殺の疑いを審理することが決定された。保釈は却下され、ハロルドはアスク刑務所で裁判を待った。

### 最初の裁判
6月21日、ハロルドはモンマスシャー巡回裁判でフレダ殺害の疑いで裁判を受けた。検察は、2月5日にハロルドがフレダを雇い主所有の小屋の中で殺害し、遺体を袋に入れ、その日の夜に小屋の近くの路地で遺体を遺棄したと主張した。ハロルドは無罪を主張し、フレダを目撃したのは午前9時5分ごろに店で会ったときが最後だと述べた。
ハロルドは最初の審問でいくつか矛盾した発言をしたが、裁判で証言を行ったときは平静さを保ち、厳しい反対尋問にも抵抗した。ハロルドの雇い主であるハーバート・ヘンリー・モーティマー (英: Herbert Henry Mortimer) は、ハロルドにアリバイがあると主張した。ハーバートは2月5日の早朝、ハロルドと自身の息子が店で働いている声を聞いており、それは2人がジャガイモの袋を客に届けた午前10時ごろより前のことで、その後に店に戻ってからは終日働き続けていたと述べた。さらに、裁判3日目にはハロルドの父が、事件のあった夜にハロルドがフレダの遺体を路地に遺棄したという検察の主張に異議を唱えた。ハロルドは仕事から戻ってから翌朝まで家を出ておらず、もしも家を出ていたら自分が気付いていただろうと述べた。ハロルドの父の証言は妻の主張からも補強された。ハロルドの母も、ハロルドはいつも女の子に対して行儀よく振る舞っていたと強調した。
裁判ではフレダはハロルドの雇い主所有の小屋で殺害された可能性が非常に高いことを示す証拠が提示された。そのうえ、ハロルドとモーティマー一家のみが小屋の鍵を所持していた。しかし、5時間を超える審議の後、陪審はハロルドを無罪とし、未知の単独または複数犯による殺人との評決を満場一致で下した。
ハロルドは自由の身になり、部外者の目がない中で両親との再会を果たした。それは涙ながらの様相だったという。その後、地元のレストランに連れていってもらった。その折、ハロルドはテーブルの上に立ち、多数の支援者たちに言葉をかけた。支援者たちに感謝の意を伝え、アバーティラリの人々への恨みはないと述べた。その後、旗や垂れ幕で飾られたシャラバンに乗ってアバーティラリに戻り、地元の人々からの声援に応えた。地元の人々のほとんどは、15歳の少年が子供を強姦したり殺害したりするなんてあり得ないと考えていた。戻ってきてすぐにハロルドに会いに行った人の中には隣人のジョージ・リトル (英: George Little) がいた。ジョージは皆が無実を信じていたとハロルドに伝えた。

### フローレンス・リトル

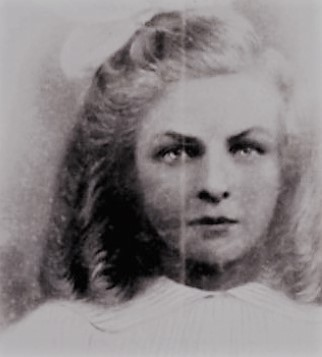
フローレンス・リトル

フレダ殺害で無罪になってから17日後の7月8日、ハロルドは家の外のダラン・ロード10番地で、妹のフロッシー (英: Flossie) が隣人のフローレンス・アイリーン・リトル (英: Florence Irene Little) とホップスコッチを遊んでいるのを目にした。ハロルドは自分の家族の手伝いという口実でフローレンスを家へ誘い込んだ。ハロルドは家の中でフローレンスの首を締め、台所へ引きずり込んだ。木の厚板で頭とこめかみを殴り、頭や首をシンクの上に吊し上げ、髪を掴み、父のポケットナイフで喉を切った。その後、フローレンスの頭と首を灰色の軍隊シャツで包み、一部脱がされた遺体を屋根裏に隠した。シンクや壁、床、屋根裏への昇降口から目に留まった血痕を洗い落とした後、風呂に入った。
午後11時15分、警察にフローレンスの失踪が届け出られ、すぐに家から家への捜索が行われた。同時に近隣の森や山での捜索も行われ、地元のボランティア数百名が助力した。ボランティアの中にはハロルドの姿もあった。ハロルドはリトル夫人や警察からフローレンスの行方について質問されたとき、フローレンスは自分の家の表玄関のところにいたが、立ち去ってしまったと答えた。
翌日午前8時30分、地元のヘンリー・ルイス (英: Henry Lewis) 警視と1人の巡査がハロルドの父の同意を得て、ハロルドの自宅を捜索した。その間にハロルドはこっそりと家を出た。屋根裏への跳ね上げ戸に、明らかに掃除しようとしたようであったが、血痕が残っていることに注目し、巡査は屋根裏を捜索した。はたして、垂木と交わるような姿勢で手足を伸ばした状態のフローレンスの遺体を発見した。警察がハロルドの自宅を捜索したところ、血の付いた凶器のナイフが発見された。ハロルドがフローレンスの喉を切ったシンクの下では、血液混じりの水で満たされた小さなソースパンが見つかった。ボイラーの下には血の付いた50センチメートル弱の厚板が隠されていた。フローレンスの遺体が隠されていた屋根裏への入口の近くに血液が付着したテーブルもあった。
このことを知り、父のフィリップ・ジョーンズは家を出て、近くのマイター・ストリートで友人と話していたハロルドを逮捕した。ハロルドは父に連れられてダレン・ロードへと戻り、その場で拘禁された。
フローレンス殺害の容疑でハロルドが逮捕されたという知らせが地元の人々に伝わると、およそ500名の人々が憤慨して地元の警察署の外に集まり、ハロルドの即時釈放を求めた。ルイス警視は群集に対し、ハロルドの自宅の屋根裏から殺された少女の遺体が発見されたことを告げ、解散して帰宅することを促した。

## 2度目の審問
7月11日、フローレンスの死に対する審問が開始された。フローレンスは喉の負傷からの出血により死亡したと証言された。また、フローレンスの母であるエルシー (英: Elsie) は、フローレンスが失踪した日にハロルドの家を訪ねてドアをノックしたところ (そのときはハロルドしか家にいなかった)、取り次ぎに来るまでまるまる2分かかったと証言した。そのときのハロルドは入浴していて遅れたと説明した。フローレンスの母がハロルドに娘を見かけなかったか質問すると、ハロルドは微笑み、ここにいたが、裏口を通って出ていったと述べた。
審問は7月23日まで延期された。その後、30分の審議の末、陪審は満場一致でハロルドの故殺を認める評決を下した。この評決や、再び児童を殺害した容疑で法廷に立つことに関してどう思うか問われると、法的手続きについて細々と書かれたメモ書きを受け取っていたハロルドは立ち上がって自身の潔白を主張したという。裁判まで再びアスク刑務所に拘留されることとなった。
裁判を待つ間、ハロルドは9月17日付けの書状でフローレンス・リトル殺害を公式に認めた。ハロルドは殺人の動機について、殺したいという欲求があったためだと述べた。

## 有罪判決
1921年11月1日、モンマスシャー巡回裁判でフローレンス殺害事件の裁判が開始された。ブレイ (英: Bray) 判事の下での裁判で、検察は、ハロルドはフレダ殺害で無罪になった後に注目されたことで衆目を集めたことを楽しみ、それを主な理由として殺人を犯したと主張した。フローレンス殺害後に家の中の犯行の証拠を隠そうとしたとも述べた。
裁判は1時間で終了し、ハロルドには不定期刑の判決が下った。事件当時のハロルドは16歳未満であり、どんな形であれ死刑の対象にはなり得なかった。
ハロルドが刑罰のため刑務所へ連行されてからまもなく、2つ目の書状が公表された。その書状も裁判の前に書かれたもので、ハロルドがフレダ・バーネル殺害を告白する内容だった。フレダ殺害の動機も殺したいという欲求があったためだと記していた。

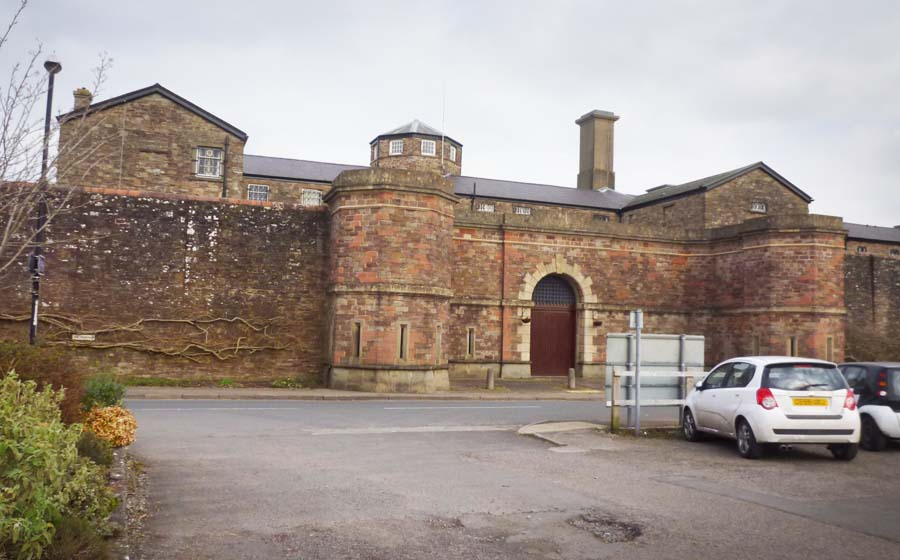
アスク刑務所。1921年11月1日、ハロルドはこの刑務所で刑期を過ごした。

## 余波
ハロルドは獄中で20年の時を過ごした。精神科医の忠告をよそに、1941年12月6日 (当時35歳) に釈放された。その後、マーチャント・ネイビーに加わった。第二次世界大戦により、しばらくの間、ウェールズのニューポートに住み着いた。1948年までにロンドンのフラムに移住し、ハリー・スティーヴンズ (英: Harry Stevens) という偽名を使った。後に結婚し、一児の父となった。
1971年1月2日、ハロルドは骨腫瘍により死亡した。晩年、ハロルドは夜警の仕事をしており、ハリー・ジョーンズという偽名を使っていた。しかし、死ぬ前に、ハロルドは妻にハロルド・ジョーンズの名で死亡診断書に記すべきだと伝えた。
フローレンス殺害事件からまもなく、ハロルドの雇い主であるハーバート・モーティマーは店を閉め、家族とともにアバーティラリを去った。どこへ移住したかは不明である。フレダ殺害事件の裁判で偽証したことで地元の人々から排斥されたことや、この偽証によってハロルドが自由の身になり、再度殺人を犯すこととなったことへの罪悪感が原因だったという。
フレダとフローレンスの遺体はブライニセル共同墓地で埋葬された。2人の墓は数十年間破損した状態だった。2017年に地元の著述家のニール・ミルキンズ (英: Neil Milkins) が墓の修復を訴え始め、4,000ポンド以上の資金が集まった。ミルキンズの活動は少女たちの親類と話したことが動機となった。親類たちは墓が破損していたことに憤慨していた。その後、2018年に少女たちの墓は修復された。

## メディアでの扱い

### 文芸
- Dobbs, Gary (2016). Dark Valleys: Foul Deeds Among the South Wales Valleys 1845-2016. Barnsley: Pen & Sword Books Ltd.. ISBN 978-1-473-86178-7
- Milkins, Neil (2008). Every Mother's Nightmare: Abertillery in Mourning. Abertillery: Old Bakehouse Publications. ISBN 978-1-905-96711-7

### テレビ
- クライム・アンド・インベスティゲーション（英語版）はMurder Casebookシリーズのあるエピソードでハロルド・ジョーンズによる殺人事件を特集した。フレッド・ダインネージがプレゼンターを担った。長さは45分間で、2011年5月に最初に放送された。数名のアバーティラリ住民とインタビューする場面があった[45]。
- 2018年にBBCのドキュメンタリーが製作された。この番組では、ハロルドをジャック・ザ・ストリッパーの名で知られる正体不明の連続殺人犯による未解決事件の主要な容疑者として扱った。ジャック・ザ・ストリッパーは1960年代半ばに少なくとも6名の女性を殺害したとされる。ドキュメンタリーはDark Son: The Hunt for a Serial Killerと題され、犯罪学者のデイヴィッド・ウィルソン（英語版）が出演した[46]。